# Jordan Williams (Radsportler)
Robert Jordan Williams (* 21. Juli 2004) ist ein britischer Mountainbiker, der sich auf die Disziplin MTB Downhill spezialisiert hat.

## Sportlicher Werdegang
Zusammen mit dem gleichaltrigen Jackson Goldstone dominierte Williams in den Jahren 2021 und 2022 die Rennszene im Downhill der Junioren. Im Junioren-Weltcup erzielte er in den beiden Jahren fünf Siege und vier zweite Plätze, in der Gesamtwertung musste er jedoch dem konstanter fahrenden Goldstone jeweils den Vortritt lassen. Nach Silber im Jahr 2021 wurde er 2022 Junioren-Weltmeister im Downhill.
2023 in Lenzerheide erzielte Williams beim überhaupt ersten Weltcup-Start in der Elite auch gleich seinen ersten Weltcup-Erfolg.

## Erfolge
2021
- Weltmeisterschaften – Downhill (Junioren)
- zwei Weltcup-Erfolge – Downhill (Junioren)

2022
- Weltmeister – Downhill (Junioren)
- drei Weltcup-Erfolge – Downhill (Junioren)

2023
- ein Weltcup-Erfolg – Downhill